# Gatta ci cova
Gatta ci cova è un film del 1937 diretto da Gennaro Righelli.

## Trama
Un latifondista siciliano viene abbindolato dalla furba sorella e firma la cessione delle sue proprietà in favore di lei. Per rimediare al grosso errore, promette a una ragazza che è rimasta incinta di sposarla, così da lasciare al nascituro il suo patrimonio.